# Trans World Airlines
Trans World Airlines (TWA) va ser una aerolínia molt important dels Estats Units que va funcionar des de l'any 1925 fins a 2001. Originàriament tenia el nom de Transcontinental & Western Air i operava com una ruta transcontinental entre Nova York i Los Angeles via St. Louis i Kansas City (Missouri). Junt amb American, United Airlines, i Eastern Air Lines, va ser una de les "Big Four" dels Estats Units formades arran de l'escàndol Air Mail (Air Mail scandal) de 1930.
Howard Hughes va adquirir el control de la TWA l'any 1939, després de la Segona Guerra Mundial la TWA va expandir les seves operacions a Europa, l'Orient Mitjà i Àsia fent de la TWA la segona (no oficialment) companyia aèria de bandera dels estats Units després de la Pan Am. Hughes en va perdre el control a la dècada de 1960 i els nous propietari van adquirir Hilton International i Century 21 per tal de diversificar els negocis però per la llei Airline Deregulation Act de 1978 va sortir del seu holding d'empreses l'any 1984. Carl Icahn va adquirir la TWA. L'any 2001 TWA va fer fallida i finalment va ser adquirida per American Airlines la qual va acomiadar molts dels empleats de la TWA i va tancar el hub de St. Louis l'any 2003.
TWA havia tingut la seva seu a Kansas City, Missouri i havia tingut plans de fer un aeroport internacional a Kansas City, però abandonà aquest pla en la dècada de 1970. La TWA més tard va fer un hub més a Lambert-St. Louis International Airport. El seu hub transatlàntic dominant va ser el TWA Flight Center a l'aeroport John F. Kennedy de Nova York, el hub va ser dissenyat per Eero Saarinen i es va acabar l'any 1962.

## Destinacions
La TWA tenia acord amb les següents aerolínies:
- Air Malta
- America West Airlines
- American Airlines
- Kuwait Airways
- Royal Air Maroc
- Royal Jordanian

## Accidents i incidents
Des de 1942, la TWA va estar implicada en 84 incidents, alguns d'ells són:
- El vol 3 TWA Flight 3 de 1942, on va estavellar-se un NC1946 (un DC-3), on va morir l'actriu Carole Lombard, la seva mare i 20 persones més.

- El 1956 al Gran Canyó del Colorado amb un xoc del Lockheed L-1049 Super Constellation de la TWA amb un Douglas DC-7 de la United Airlines. Hi van morir 128 persones de les dues aerolínies. Aquest accident va portar a grans canvis en els reglaments de les operacions de vol als Estats Units.

- El 1960 a Nova York un xoc entre avions de la TWA i de United (L-1049 i Douglas DC-8) on van morir 134 persones sense cap supervivent.
- De 1969 a 1986 els atacs a la TWA van ser un objectiu del terrorisme en segrests aeris o atemptats especialment en els que anaven o sortien d'Israel. El 1974 el TWA Flight 841 procedent de Tel-Aviv i en direcció a Nova York es va estavellar al Mar poc després d'enlairar-se d'Atenes, hi va morir tots els 88 passatgers.

- El 17 de juliol de 1996 en el vol TWA Flight 800 el Boeing 747 explotà sobre l'atlàntic prop de Long Island, hi moriren totes les 230 persones de l'avió. Probablement va ser un accident provocat per filferros solts que van entrar en ignició i van fer explotar un dipòsit de combustible.

## Flota

### Flota el 2001
Quan hi va haver la fusió de Trans World Airlines amb American Airlines l'any 2001, la seva flota contenia els següents aparells:
| Aparell                 | Total | Ordres | Notes                                       |
| ----------------------- | ----- | ------ | ------------------------------------------- |
| Airbus A318-100         | —     | 50     | Ordres més tard cancel·lades.               |
| Boeing 757-200          | 27    | —      | 17 actualment funciona amb Delta Air Lines. |
| Boeing 767-200ER        | 12    | —      |                                             |
| Boeing 767-300ER        | 10    | —      |                                             |
| McDonnell Douglas MD-81 | 8     | —      |                                             |
| McDonnell Douglas MD-82 | 38    | —      | 21 roman en servei amb American Airlines.   |
| McDonnell Douglas MD-83 | 65    | —      | 57 roman en servei amb American Airlines.   |
| Boeing 747-200B         | 2     | —      |                                             |
| Boeing 717              | 30    | 20     | Majoritàriament venut a AirTran Airways; .  |
| Total                   | 192   | 70     |                                             |

### Flota retirada
| Tipus                           | Introduïda | Retirada | Notes                                               |
| ------------------------------- | ---------- | -------- | --------------------------------------------------- |
| Douglas DC-1                    | 1933       | 1934     | Operada per DC-1 .                                  |
| Douglas DC-2                    | 1934       | 1942     | Operada 31.                                         |
| Douglas DC-3/C-47               | 1937       | 1957     | Operada 104.                                        |
| Martin 4-0-4                    | 1950       | 1961     | Operada 40.                                         |
| Boeing 707-120/-320             | 1960       | 1983     | Operada 56 -131s, 3 -124s, 65 -331s & 2 -373s.      |
| Boeing 727-100                  | 1964       | 1993     | Operated 35 -100s.                                  |
| Boeing 727-200                  | 1968       | 2000     | Operada 61 -200s.                                   |
| Boeing 747-100/-200             | 1970       | 2000     | Operada 19 -131s, 6 used -100s & 5 used -200s.      |
| Douglas DC-9-14/-15/-31/-41/-51 | 1967       | 2001     | Operada 6 -14s, 21 -15s, 38 -31s, 3 -41s & 12 -51s. |
| Boeing 747SP                    | 1979       | 1986     | Operada 3 total.                                    |
| Convair 880                     | 1960       | 1974     | Operada 28 total.                                   |
| Lockheed L-1011                 | 1972       | 1997     | Operada 41 total.                                   |
| Lockheed Constellation          | 1945       | 1967     | Rebuda 40.                                          |

### Flota el 1970
| Aparell                 | Total | Ordres | Notes |
| ----------------------- | ----- | ------ | ----- |
| BAC/Sud Concorde        |       |        | Sis   |
| Boeing SST              |       |        | 12    |
| Boeing 707-120          | 58    |        |       |
| Boeing 707-320          | 49    |        |       |
| Boeing 707-320C         | 14    |        |       |
| Boeing 727-100          | 27    |        |       |
| Boeing 727-100QC        | 8     |        |       |
| Boeing 727-200          | 32    |        |       |
| Boeing 747              | 3     | 12     |       |
| Convair CV-880          | 25    |        |       |
| Douglas DC-9-15         | 19    |        |       |
| Lockheed L-1011 TriStar |       | 22     |       |
| Total                   | 225   | 34     |       |